# باول كيلي (أستاذ جامعي)
باول كيلي (بالإنجليزية: Paul Joseph Kelly)‏ هو رياضياتي أمريكي، ولد في 26 يونيو 1915 في ريفرسايد في الولايات المتحدة، وتوفي في 10 يوليو 1995.